# Сухо
Кім Чунмьон (кор. 김준면, 金俊勉, нар. 22 травня 1991), більш відомий під своїм сценічним псевдонімом Сухо (кор. 수호, 守護, Suho — південнокорейський співак, автор пісень і актор. Він є лідером південнокорейсько-китайської чоловічої групи Exo та її підрозділу Exo-K. Він також знімався в різних телевізійних серіалах і фільмах, таких як «День слави» (2016), «Uju-ui byeol-i» (2017) і «Багата людина» (2018). Дебютував як соліст 30 березня 2020 року, випустивши мініальбом Self-Portrait.

## Життєпис

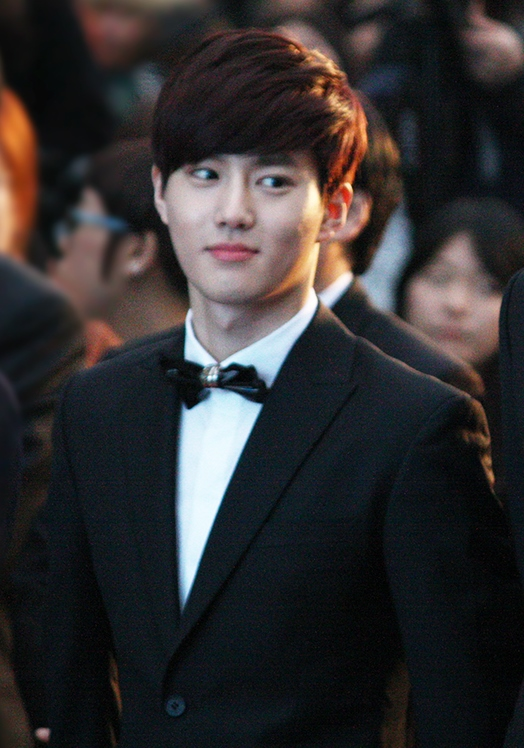
Сухо в березні 2014 року

### Ранні роки
У молодості Сухо був президентом класу в початковій школі та заступником голови учнівського колективу своєї школи.
Він закінчив престижну середню школу Whimoon Middle School і Gaepo High School, де досяг успіхів у навчанні.
Сухо став стажистом через систему кастингу SM Entertainment у 2006 році, коли йому було 16 років, після того, як його виявив на вулиці кастинг-менеджер SM.
У 2007 році він отримав епізодичну роль у фільмі Super Junior Attack on the Pin-Up Boys.
Сухо був представлений як десятий учасник Exo 15 лютого 2012 року.
Група дебютувала в квітні 2012 року з розширеною грою Mama з ним як лідером.
У 2013 році Сухо озвучив головного героя Бернарда для корейського дубляжу мультфільму «Врятувати Санту».
Він також записав однойменний оригінальний саундтрек до фільму з Чон Ен Джі з Апінка.
У лютому 2014 року Сухо став постійним ведучим щотижневого музичного шоу SBS Inkigayo разом із іншим учасником Exo Бекхюном, учасником ZE: A Кванхі та актрисою Лі Ю-бі. Сухо та Бекхьон залишили свої посади в листопаді 2014 року, щоб зосередитися на випуску другого студійного альбому Exo.

### 2015—2019
У січні 2015 року він зіграв головну роль у мюзиклі-голограмі SM Entertainment School OZ, зігравши персонажа Ганса разом із колегами по лейблу Чанміном, Кі, Луною, Сюміном і Сеульгі. У квітні 2015 року він був постійним актором у вар'єте-шоу KBS Fluttering India, де вони досліджували кілька місць у Мумбаї, Індія. У березні 2016 року Сухо дебютував на великому екрані в інді-фільмі One Way Trip, прем'єра якого відбулася на 20-му Міжнародному кінофестивалі в Пусані. У квітні 2016 року було підтверджено, що він зніметься в майбутній веб-драмі «How Are U Bread». Серіал планується випустити в Кореї та Китаї. У липні 2016 року Сухо та інший учасник Exo Чен випустили дует під назвою «Beautiful Accident» як оригінальний саундтрек до однойменного китайського фільму. Сухо зіграв головну чоловічу роль у спеціальній драмі MBC The Universe's Star, частині драматичної трилогії Three Colour Fantasy у січні 2017 року, і записав оригінальний саундтрек під назвою «Starlight» для драми. У лютому 2017 року він співпрацював із джазовим піаністом Сон Йонг Джу над «Curtain», останнім синглом із першого сезону проекту «Станція». У вересні 2017 року було підтверджено, що Сухо зіграє головну чоловічу роль у фільмі «Жінка середньої школи А». З грудня 2017 року по березень 2018 року він грав роль кронпринца Рудольфа в мюзиклі «Останній поцілунок». У березні 2018 року Сухо співпрацював з Чан Чже Іном і випустив два дуети під назвами «Dinner» і «Do you have a moment». У травні 2018 року Сухо повернувся на малий екран із південнокорейською екранізацією японської драми 2012 року «Багата людина, бідна жінка», зігравши роль засновника ІТ-компанії (в оригіналі його зіграв Шун Огурі). Сухо також знявся в «Студенті А», екранізації веб-мультфільму, який вийшов у червні 2018 року. З липня по серпень 2018 року Сухо знявся в мюзиклі «Людина, яка сміється» в ролі Гвінплена, чистого персонажа з чудовиськоподібним обличчям. У перший день мюзиклу він отримав овації та схвальні відгуки за свою роль від глядачів. 28 жовтня 2019 року виходить VR-фільм під назвою «Сьогодення», в якому Сухо зіграв роль молодого підприємця Ха-Нола разом із такими акторами, як Шін Ха-Кюн і Кім Сеуль-гі.

### 2020-наш час
30 березня 2020 року Suho випустив свій дебютний міні-альбом Self-Portrait і його головний сингл «Let's Love», ставши четвертим учасником Exo, який дебютував як сольний артист. EP дебютував під номером один у чарті альбомів Gaon і розійшовся тиражем понад 290 338 копій у Південній Кореї. Він переміг у всіх трьох головних музичних шоу корейського мовлення протягом тижня і став першим учасником Exo, якому це вдалося. 14 травня Сухо був призваний на строкову військову службу на державну службу. Звільнився 13 лютого 2022 року. 10 березня 2022 року було підтверджено, що 4 квітня 2022 року Сухо випустить свій другий міні-альбом «Grey Suit» і його головний сингл з тією ж назвою, що стало його першим поверненням після звільнення з армії. 23 жовтня тайський актор і співак Мью Суппасіт випустив свій сингл «Turn Off The Alarm» у співпраці з Suho[40]. 27 жовтня Suho випустив «Call me a Freak», сингл із оригінального саундтреку до корейського телесеріалу Bad Prosecutor, у якому знявся інший учасник Exo D.O. У березні 2023 року стало відомо, що Сухо було обрано на головну роль у південнокорейській музичній постановці «Моцарт!», яка буде показана з червня по серпень у Sejong Center у Сеулі. У серпні 2023 року Сухо повернувся на маленький екран у серіалі JTBC Behind Your Touch як один із головних акторів. Потім він знявся в епізодичній ролі в останньому епізоді другого сезону tvN «Хроніки Артдала» 23 жовтня 2023 року. У січні 2024 року було підтверджено, що Сухо зніметься у фільмі MBN «Зниклий наслідний принц», який вийшов 13 квітня 2024 року. Він також записав пісню «Love You More Gradually» (кор. 아스라이, 더 가까이) для саундтреку серіалу. У травні 2024 року Suho анонсував свій третій міні-альбом під назвою 1 to 3 разом із його подвійними головними синглами — одним із такою ж назвою та піснею «Cheese» за участю колеги по лейблу Венді, які вийшли 31 травня.

## Дискографія (соло)

#### Мініальбоми
- Self-Portrait (2020)
- Grey Suit (2022)

#### Пісні
- «Let's Love» (kor. 사랑, 하자) (2020)

Співпраця
- «My Hero» (kor. 나의 영웅) (з Leeteukiem, Kassy & Jo Young-soo) (2016)
- «Curtain» (kor. 커튼) (з Song Young-joo) (2017)
- «Do You Have A Moment» (kor. 실례해도 될까요) (з Jang Jae-in) (2018)
- «Dinner» (з Jang Jae-in) (2018)

OST
- «Saving Santa» (z Jung Eun-ji) (Saving Santa OST, 2013)
- «Starlight» (kor. 낮에 뜨는 별) (feat. Remi) (Uju-ui byeol-i OST, 2017)
- «Beautiful Accident» (z Chenem) (Beautiful Accident OST, 2017)
- «Sedansogu» (kor. 세단소그) (How Are U Bread, 2020)

## Фільмографія

### Фільми
| Рік  | Назва                           | Роль            |
| ---- | ------------------------------- | --------------- |
| 2007 | Kkochminam yeonswae tereosageon | танцюрист       |
| 2013 | Ratujmy Mikołaja!               | Bernard (голос) |
| 2016 | Glory Day                       | Sang-woo        |
| 2018 | Yeojungsaeng A                  | Hyun Jae-hee    |
| 2019 | Seonmul (VR film)               | Ha Neul         |

### Телевізійні програми
| Рік  | Назва                                        | Роль                              | Канал         |
| ---- | -------------------------------------------- | --------------------------------- | ------------- |
| 2012 | Areumda-un geudae-ege                        | on sam (cameo, odc. 2)            | SBS           |
| 2014 | Chongni-wa na                                | Han Tae-woong (cameo, odc. 10-12) | KBS2          |
| 2015 | Exo Next Door (kor. 우리 옆집에 엑소가 산다) | вигадана версія самого себе       | Naver TV Cast |
| 2017 | Uju-ui byeol-i                               | Woo-joo                           | MBC           |
| 2018 | Rich Man                                     | Lee Yoo-chan                      | Dramax, MBN   |
| 2020 | How Are U Bread                              | Han Do-woo                        | Seezn         |

### Театр
| Рік        | Назва              | Роль                    | Коментарі    |
| ---------- | ------------------ | ----------------------- | ------------ |
| 2015       | School OZ          | Ганс                    | головна роль |
| 2017       | The Last Kiss      | Наслідний принц Рудольф | головна роль |
| 2018, 2020 | The Man Who Laughs | Гвінплейн               | головна роль |